# Puccinia guardiolae
Puccinia guardiolae ist eine Ständerpilzart aus der Ordnung der Rostpilze (Pucciniales). Der Pilz ist ein Endoparasit der Korbblütlergattung Guardiola. Symptome des Befalls durch die Art sind Rostflecken und Pusteln auf den Blattoberflächen der Wirtspflanzen. Sie ist ein Endemit Mexikos.

## Merkmale

### Makroskopische Merkmale
Puccinia guardiolae ist mit bloßem Auge nur anhand der auf der Oberfläche des Wirtes hervortretenden Sporenlager zu erkennen. Sie wachsen in Nestern, die als gelbliche bis braune Flecken und Pusteln auf den Blattoberflächen erscheinen.

### Mikroskopische Merkmale
Das Myzel von Puccinia guardiolae wächst wie bei allen Puccinia-Arten interzellulär und bildet Saugfäden, die in das Speichergewebe des Wirtes wachsen. Ihre Spermogonien und Aecien sind bislang nicht bekannt. Die blattunterseitig wachsenden Uredien des Pilzes sind zimtbraun. Ihre dunkel zimtbraunen Uredosporen sind 26–30 × 19–26 µm groß, breitellipsoid bis kugelig und stachelwarzig. Die blattunterseitig wachsenden Telien der Art sind hell zimtbraun, kompakt und unbedeckt. Die hell goldbraunen Teliosporen sind zweizellig, in der Regel länglich ellipsoid und 42–60 × 19–23 µm groß. Ihre Stiele sind farblos und bis zu 80 µm lang.

## Verbreitung
Das bekannte Verbreitungsgebiet von Puccinia guardiolae umfasst lediglich Mexiko.

## Ökologie
Die Wirtspflanzen von Puccinia guardiolae sind verschiedene Guardiola-Arten. Der Pilz ernährt sich von den im Speichergewebe der Pflanzen vorhandenen Nährstoffen, seine Sporenlager brechen später durch die Blattoberfläche und setzen Sporen frei. Die Art durchläuft einen Entwicklungszyklus, von dem bislang nur Telien und Uredien sowie deren Wirt bekannt sind; Spermogonien und Aecien konnten ihr nicht zugewiesen werden.